# Gorno Ozirovo, Montana
Gorno Ozirovo (în bulgară Горно Озирово) este un sat în comuna Vărșeț, regiunea Montana,  Bulgaria. 

## Demografie
Componența etnică a satului Gorno Ozirovo
     Bulgari (99,04%)
     Nicio identificare (0%)
     Altele (0,95%)
La recensământul din 2011, populația satului Gorno Ozirovo era de 314 locuitori. Din punct de vedere etnic, majoritatea locuitorilor (99,04%) erau bulgari. Pentru 0,0% din locuitori nu este cunoscută apartenența etnică.